# Vinko Barić
Vinko Barić (Split, 1980.) hrvatski akademski slikar, crtač stripova i glazbenik. Barić u svom likovnom stvaralaštvu gaji underground estetiku, oslobođenu strogog akademizma, satirično komentirajući usiljeni građanski mentalitet.

## Životopis
Barić je 2005. diplomirao slikarstvo na Umjetničkoj akademiji u Splitu u klasi prof. Nine Ivančić.  Održao je nekoliko samostalnih i skupnih izložbi. Uz slikarstvo bavi se i crtanjem stripova, ilustracijom i grafičkim dizajnom. Objavio je tri strip albuma. Član je zagrebačke strip grupe »Komikaze«. Godine 2011. u vlastitoj nakladi objavio je knjigu o povijesti hrvatskog punka i novog vala.
Pjevač je art punk sastava Ilija i Zrno žita (jedan od dvaju vokala).
Njegov stripovsko-likovni opus čine slike na temu zečeva: 
- Red za osobnu
- Zečji barok, gdje je nanovo obradio teme poznatih slika (Vermeerova Mljekarica i dr.)

## Djela

### Strip albumi
- Samo da ne propadne  1997.
- Čudnovati deponij  1999.
- Paranormalni čimbenik  2008.

### Knjige
- Hrvatski punk i novi val 1976-1987   2011.